# Василевский, Пётр Лукьянович
Пётр Лукьянович Василевский (1908, Горностаевка — 1997, Харьков) — советский военный, участник Великой Отечественной войны, Герой Советского Союза (1945), капитан.
В Рабоче-крестьянской Красной Армии служил в 1930 ― 1933 годах, в июле ― сентябре 1941 года и с февраля 1944 года по февраль 1946 года. В годы Великой Отечественной войны воевал на Юго-Западном, 1-м Украинском, 1-м и 2-м Белорусских фронтах. Участвовал в обороне Киева, освобождении Западной Украины, Польши, разгроме немецких войск в Померании. Был дважды ранен. Особо отличился на заключительном этапе войны в ходе Штеттинско-Ростокской операции.
Заместитель по строевой части командира 3-го стрелкового батальона 269-го стрелкового полка 136-й стрелковой дивизии (70-я армия, 2-й Белорусский фронт) старший лейтенант П. Л. Василевский 20 апреля 1945 года с группой бойцов форсировал Одер севернее города Грайфенхаген, и захватив плацдарм в районе населённого пункта Паргов, в течение двух дней отражал многочисленные контратаки противника, обеспечив переправу основных сил полка. В этих боях был ранен, но остался в строю.
Указом Президиума Верховного Совета СССР от 29 июня 1945 года старшему лейтенанту Василевскому Петру Лукьяновичу было присвоено звание Героя Советского Союза с вручением ордена Ленина и медали «Золотая Звезда».
С февраля 1946 года капитан П. Л. Василевский в запасе. Жил и работал в Харькове.

## Биография

### До Великой Отечественной войны
Пётр Василевский родился 16 января 1908 года в селе Горностаевка Каирской волости Днепровского уезда Таврической губернии Российской империи (ныне — посёлок городского типа Каховского района Херсонской области Украины) в семье крестьянина-бедняка. Украинец. Окончил среднюю школу. Вероятно с 1920-х годов жил в селе Затис № 1 (Малая Горностаевка), вёл собственное крестьянское хозяйство, занимался хлебопашеством. В январе 1929 года вступил в колхоз имени Петровского, где работал до призыва на военную службу.
В октябре 1930 года Василевский был призван в Рабоче-крестьянскую Красную армию. Срочную службу начал красноармейцем в отдельном конном эскадроне 100-й стрелковой дивизии (город Белая Церковь). В 1931 году вступил в ВКП(б). После окончания полковой школы младших командиров продолжил службу в должности помощника командира взвода в 299-м стрелковом полку той же дивизии, расквартированном в Шепетовке.
После демобилизации осенью 1933 года Василевский переехал в Харьков. Поступил в Харьковский сельскохозяйственный институт. Во время учёбы был не только одним из лучших студентов учебного заведения, но и активным общественником. Избирался секретарём комитета комсомола и секретарём партийной организации вуза. На военной кафедре института также получил высшее военное образование. После окончания учёбы в 1938 году работал в Харьковском областном комитете КП(б)У инструктором, заместителем заведующего и заведующим сельскохозяйственным отделом.
В мае 1941 года П. Л. Василевский стал слушателем Военно-политической академии имени В. И. Ленина, но доучиться ему не удалось. Началась война.

### В годы Великой Отечественной войны
В июле 1941 года курсант П. Л. Василевский в звании политрука был направлен на Юго-Западный фронт, где получил назначение на должность старшего инструктора по пропаганде политотдела 135-й стрелковой дивизии. Участвовал в Киевской оборонительной операции. 20 августа 1941 года в боях под Коростенем был тяжело ранен, но из-за сложной боевой обстановки в тыловой госпиталь эвакуирован не был. 2 сентября 1941 года при отступлении частей дивизии на новые позиции был захвачен немцами в плен. Содержался в лагере для военнопленных в Ровенской области, откуда 23 сентября того же года успешно бежал. Скрывался на территории оккупированной врагом Ровенщины. Жил тем, что под видом местного жителя, пострадавшего от войны, ходил по деревням и сёлам, нанимаясь на различные сельскохозяйственные работы в хозяйства местных крестьян.
После освобождения Ровенской области частями Красной армии в феврале 1944 года Василевский был направлен на спецпроверку в 161-й запасной стрелковый полк 13-й армии, по результатам которой был осуждён военным трибуналом 1-го Украинского фронта, лишён воинского звания, исключён из партии. По приговору суда в марте 1944 года красноармеец Василевский был направлен для отбытия наказания в 9-й отдельный штрафной батальон 1-го Украинского фронта. В составе штрафного подразделения летом 1944 года он участвовал в Львовско-Сандомирской операции. После истечения срока приговора был восстановлен в звании политрука и в сентябре того же года направлен в 136-ю стрелковую дивизию, где принял под командование стрелковую роту 269-го стрелкового полка.
В октябре 1944 года после отдыха и пополнения 136-я стрелковая дивизия полковника М. М. Мещерякова была введена на Сероцкий плацдарм и принимала участие в Сероцкой наступательной операции. В боях за расширение плацдарма политрук Василевский проявил «исключительное мужество и упорство». 22 октября 1944 года, находясь непосредственно в боевых порядках роты, он в числе первых ворвался в опорный пункт противника село Марынино, выбил оттуда немцев и прочно закрепился на достигнутых рубежах, успешно выполнив поставленную боевую задачу. За этот бой Василевский был награждён своей первой наградой ― орденом Красной Звезды.
В январе 1945 года с Сероцкого плацдарма 136-я стрелковая дивизия перешла в наступление в рамках Млавско-Эльбингской операции. Пётр Василевский, к началу наступления прошедший переаттестацию и получивший звание старшего лейтенанта, отличился в самом его начале при прорыве глубоко эшелонированной обороны противника. 269-й стрелковый полк подполковника И. М. Мурзы наступал непосредственно вдоль северного берега реки Нарев, где ему противостояли части 542-й народно-гренадерской дивизии вермахта. Стремясь остановить советское наступление, противник предпринимал яростные контратаки. 15 января шедшая в авангарде полка рота старшего лейтенанта Василевского была атакована силами противника численностью до двух рот. Умело организовав оборону, Василевский отразил две вражеские контратаки, после чего поднял своих бойцов в атаку, выбил немцев из траншей и на их плечах ворвался в село Дембе. В этот день рота Василевского уничтожила до 60 вражеских солдат и 3 пулемётные точки. За грамотную организацию боя, разгром численно превосходящего противника и проявленное личное мужество старший лейтенант П. Л. Василевский был представлен к ордену Красного Знамени, но решением Военного совета 70-й армии награждён орденом Суворова III степени. В ходе дальнейшего наступления Василевский со своей ротой участвовал в освобождении польских городов Модлин, Плоцк и Торунь.
В марте 1945 года старший лейтенант П. Л. Василевский был назначен на должность заместителя по строевой части командира 3-го стрелкового батальона 269-го стрелкового полка. В новом качестве он проявил себя во время взятия Данцига. К началу штурма города 136-я стрелковая дивизия гвардии полковника В. И. Трудолюбова насчитывала всего 1390 активных штыков, в том числе 455 ― 269-м стреловом полку. В ходе наступления ей предстояло прорвать состоявшую из шести полос траншей, насыщенную дотами и дзотами оборону противника. Немецкую пехоту со стороны Данцигской бухты активно поддерживала корабельная артиллерия. Штурм города начался 25 марта. Полк подполковника Мурзы, находившийся в начале наступления во втором эшелоне дивизии, был введён в бой ночью 27 марта и к утру того же дня совместно с 358-м стрелковым полком при поддержке танков 19-й гвардейской танковой бригады овладел крупным железнодорожным узлом станцией Лауенталь. К 9 часам утра части дивизии вышли на левый берег Мёртвой Вислы, где в течение 27 и 28 марта вели подготовку к форсированию водной преграды. Противник, стремясь не допустить переправы советских войск, непрерывно обстреливал позиции дивизии из всех видов оружия. Тем не менее в 13 часов 28 марта штурмовая группа 3-го батальона 269-го стрелкового полка под командованием старшего лейтенанта Василевского на подручных средствах форсировала Мёртвую Вислу южнее крепости Вейксельмюнде, и стремительной атакой выбив немцев из траншей и дзотов, захватила плацдарм, обеспечив тем самым переправу основных сил батальона. Стремясь сбросить советский десант в Мёртвую Вислу, противник в течение 29 марта предпринял 16 контратак при поддержке танков и артиллерии, но старший лейтенант Василевский, непосредственно командовавший батальоном на плацдарме, за счёт грамотной расстановки сил и огневых средств удержал занимаемые позиции, нанеся врагу ощутимый урон. Сломив ожесточённое сопротивление немцев, 31 марта 1945 года 136-я стрелковая дивизия перешла в решительное наступление. В 1.30 1 апреля 3-й батальон 269-го стрелкового полка первым достиг берега Данцигской бухты, тем самым выполнив поставленную перед дивизией задачу. За успешное форсирование Мёртвой Вислы и проявленное в боях личное мужество старший лейтенант П. Л. Василевский был представлен к ордену Ленина, но награждён орденом Красного Знамени.

### Подвиг
Перед началом Штеттинско-Ростокской операции, составной части Берлинской стратегической наступательной операции, 136-я стрелковая дивизия сосредоточилась к северу от города Грайфенхаген, имея ближайшую задачу: 20 апреля форсировать на своём участке реку Одер, захватить плацдарм в районе Шёнинген—Паргов, и закрепив его, выйти на рубеж Розов―Тантов. Одер в месте переправы разделялся на два рукава, Ост-Одер и Вест-Одер, шириной 300 метров каждый, между которыми лежала сильно заболоченная, испещрённая множеством каналов и проток пойма шириной до двух километров. По данным разведки подразделениям дивизии противостояли части 281-й пехотной дивизии и личный состав 5-го танкового полка в пешем строю. Противник на участке форсирования имел заметное преимущество в артиллерии, особенное беспокойство вызывало большое количество зенитных пушек, выдвинутых на прямую наводку.
В ночь на 19 апреля 269-й стрелковый полк провёл операцию по захвату исходного рубежа для форсирования Вест-Одера. Сначала специально организованная разведгруппа произвела зачистку поймы в месте переправы, уничтожив вражеских разведчиков и корректировщиков артиллерийского огня. Благодаря этому полк без потерь форсировал Ост-Одер в районе населённого пункта Мёнхкаппе и скрытно от противника сосредоточился за дамбой на восточном берегу Вест-Одера, где в течение дня вёл подготовку к форсированию западного рукава реки. Когда встал вопрос о том, кто возглавит первую штурмовую группу 3-го стрелкового батальона, выбор пал на старшего лейтенанта Василевского, который, по мнению подполковника Мурзы, был одним из лучших офицеров полка, способным в трудных условиях боя мобилизовать личный состав на выполнение поставленной боевой задачи.
В ночь на 20 апреля, за несколько часов до начала общего наступления, 269-й стрелковый полк двумя батальонами приступил к форсированию Вест-Одера. Группа Василевского под интенсивным огнём противника первой на участке 70-й армии преодолела водную преграду, и высадившись в одном километре северо-восточнее населённого пункта Паргов, в ожесточённой рукопашной схватке выбила немцев из первой линии траншей. Захватив плацдарм, бойцы Василевского обеспечили переправу основных сил батальона.
Немцы, подтянув резервы из состава 50-го полицейского полка, в течение дня 20 апреля яростно контратаковали позиции 3-го стрелкового батальона. Старший лейтенант Василевский, находясь непосредственно в его боевых порядках, смело и решительно руководил боем, личным примером самоотверженности и мужества укреплял боевой дух своих бойцов. Когда противник под шквальным огнём залёг в нескольких метрах от переднего края, Василевский поднял батальон в штыковую атаку. Немцы, не выдержав удара, в панике бежали, оставив на пол боя до 50 убитых солдат.
В течение 20 апреля 3-й стрелковый батальон не имел продвижения вперёд. Во многом этому препятствовали фланкирующие дзоты противника, расположенные на флангах батальона. Из этих дзотов немцы также вели интенсивный огонь по месту переправы, где к форсированию реки готовился находившийся во втором эшелоне 1-й стрелковый батальон 269-го стрелкового полка. В ночь на 21 апреля под покровом темноты две группы советских солдат, одну из которых возглавил лично Василевский, скрытно выдвинулись к переднему краю противника, и проникнув в ходы сообщения, закидали пулемётные точки гранатами. Благодаря этому 1-й стрелковый батальон практически без потерь форсировал Одер.
К рассвету 269-й стрелковый полк полностью завершил переправу своих подразделений и перешёл в решительное наступление. Прорвав оборону противника на всю глубину, к середине дня он вышел на дорогу Шёнинген—Паргов в районе высот 41,1 и 47,9, после чего развернул левый фланг фронтом на юг и начал наступление на Паргов. Однако в 15.00 немцы силой до 200 человек пехоты при поддержке 6 самоходных орудий и 3 бронетранспортёров нанесли мощный контрудар из Паргова и потеснили некоторые части полка. 3-й стрелковый батальон остался на занимаемых позициях, в результате чего в боевых порядках полка образовался небольшой разрыв. Немцы поспешили воспользоваться этим и двумя ротами пехоты стали обходить батальон слева, стремясь выйти ему в тыл и отрезать от соседа справа. Заметив манёвр противника, Василевский быстро организовал круговую оборону. Грамотно распределив огневые средства, он успешно отражал атаки противника с разных направлений. Когда из строя вышел расчёт станкового пулемёта, Василевский сам взялся за пулемёт. Появляясь на самых опасных участках боя, шквальным огнём он неоднократно срывал атаки врага и обращал его в бегство. Контратака противника была отбита. Немцы потеряли в этом бою до двух взводов пехоты.
22 апреля 3-й стрелковый батальон продолжал отбивать вражеские контратаки. Немцы бросили в бой свой последний резерв ― 2-й полевой учебный полк армейского корпуса «Одер». Но к середине дня командование 136-й стрелковой дивизии завершило переброску на западный берег Одера дивизионной артиллерии, что решительно изменило соотношение сил на плацдарме. 23 апреля части 269-го стрелкового полка начали штурм Паргова. Противник превратил каждое каменное здание в долговременную огневую точку. В населённом пункте и на подступах к нему активно действовали вражеские снайперы, фаустники и переодетые в форму красноармейцев диверсионные группы. В боях на восточной окраине Паргова старший лейтенант Василевский был ранен, но остался в строю до завершения штурма опорного пункта противника.
Указом Президиума Верховного Совета СССР от 29 июня 1945 года за «образцовое выполнение боевых заданий командования на фронте борьбы с немецкими захватчиками и проявленные при этом отвагу и геройство» старший лейтенант Пётр Василевский был удостоен высокого звания Героя Советского Союза с вручением ордена Ленина и медали «Золотая Звезда».

### После войны
Окончание войны старший лейтенант Василевский встретил в госпитале. Из-за несвоевременно оказанной медицинской помощи и начавшихся осложнений лечение затянулось. Только в июне 1945 года он вернулся в строй. Летом 1945 года в связи с начавшимся сокращением Вооружённых сил Красной армии 136-я стрелковая дивизия была расформирована, и Пётр Лукьянович был зачислен в 27-й отдельный полк резерва офицерского состава Группы советских оккупационных войск в Германии. В сентябре 1945 года в Штеттине ему были вручены высшие награды Родины. По всей видимости в это же время он был восстановлен в партии. В феврале 1946 года капитан Василевский был уволен в запас.
По возвращении в Харьков П. Л. Василевский активно участвовал в восстановлении разрушенного войной города. На протяжении более чем двадцати послевоенных лет он занимался благоустройством и озеленением городских улиц, созданием парков, садов и скверов, до выхода на пенсию последовательно возглавляя Харьковский трест зелёного строительства, ремонтно-строительное управление зелёного строительства и Харьковскую областную контору зелёного строительства. За достижения в труде награждён орденом Трудового Красного Знамени и большой Золотой медалью ВДНХ. Свой многолетний профессиональный опыт Василевский обобщил в книге «Дорогу зелёному другу», книга издана в Харькове в 1963 году.
После войны Василевский окончил Харьковский вечерний университет марксизма-ленинизма при Харьковском городском комитете Коммунистической партии Украины. Много лет читал лекции и вёл кружки по данной тематике.
Пётр Василевский был не только известным в Харькове хозяйственником и педагогом, но и активным общественным деятелем. Неоднократно избирался делегатом районных и городских партийных конференций, депутатом Дзержинского районного и Харьковского городского Советов депутатов трудящихся.
На пенсию вышел в 1973 году. Жил в Харькове на Сумской улице. Скончался 12 января 1997 года на 89 году жизни. Похоронен на Харьковском кладбище № 2.

## Награды
- Звание «Герой Советского Союза» (29.06.1945)[15]:
  - медаль «Золотая Звезда» (29.06.1945, № 5564)[2][3];
  - орден Ленина (29.06.1945, № 40422)[2][3];
- орден Красного Знамени (27.04.1945)[9];
- орден Суворова III степени (20.02.1945)[7];
- орден Отечественной войны I степени (11.03.1985)[1];
- орден Трудового Красного Знамени[16];
- орден Красной Звезды (12.12.1944)[6];
- медали, в том числе:
  - медаль «За победу над Германией в Великой Отечественной войне 1941—1945 гг.» (09.05.1945);
  - большая Золотая медаль ВДНХ (29.02.1956)[16][18].

## Память
- В Харькове в августе 2013 года к 70-летию освобождения города от немецко-фашистских захватчиков на фасаде дома по адресу: улица Сумская, 94 была установлена мемориальная доска с текстом на русском языке: «В этом доме жил Герой Советского Союза Василевский Петр Лукьянович»[19]. В ночь с 5 на 6 октября 2014 года мемориальная доска была разбита вандалами, но в том же месяце была восстановлена в прежнем виде и на том же месте[20].

## Сочинения
- Василевский П. Л. Дорогу зелёному другу. — Харьков: книжное издательство, 1963. — 67 с.

## Документы
- Общедоступный электронный банк документов «Подвиг Народа в Великой Отечественной войне 1941—1945 гг.»:

Представление к званию Героя Советского Союза.
Указ Президиума Верховного Совета СССР от 29 июня 1945 года.
Комплект наградных документов к ордену Красного Знамени.
Комплект наградных документов к ордену Суворова III степени.
Комплект наградных документов к ордену Красной Звезды.
- Журнал боевых действий 136-й стрелковой дивизии за март 1945 года. — 36 с.
- Журнал боевых действий 136-й стрелковой дивизии за апрель 1945 года. — 33 с.